# Šahovska olimpijada 1960.
14. Šahovska olimpijada održana je 1960. u Njemačkoj, tada kao DR Njemačka. Grad domaćin bio je Leipzig.

## Poredak osvajača odličja
| Mj. | Država      | Bodova | Igrači |
| --- | ----------- | ------ | ------ |
| 1.  | SSSR        | 34     |        |
| 2.  | SAD         | 29     |        |
| 3.  | Jugoslavija | 27     |        |

| Pobjednici       |
| ---------------- |
| SSSR Peti naslov |